# 雅達利ST
雅達利ST（英語：Atari ST）是一款家用與個人用電腦，在1985年至1990年代早期是非常成功的產品。依雅達利公司的正式說明，ST是英文「Sixteen/Thirty-two」（中文16/32之意），意指摩托羅拉68000處理器的外部16位元與內部32位元的匯流排。
雅達利ST的標準配備除了摩托羅拉68000處理器之外，還有512KB的記憶體以及3½英吋的軟碟機，另外還配有一個創新的單晶片繪圖系統，使得它成為第一個具有彩色圖形使用者介面的電腦。
採用基於數位研究公司的GEMDOS所開發出來的Atari TOS(The Operating System)做為操作系統。